# Pteris lidgatii
Pteris lidgatii är en kantbräkenväxtart som först beskrevs av John Gilbert Baker och som fick sitt nu gällande namn av Hermann Christ.
Pteris lidgatii ingår i släktet Pteris och familjen Pteridaceae. Inga underarter finns listade i Catalogue of Life.